# (163818) 2003 RX7
2003 أر أكس 7 (ويعرف أيضًا باسم (163818) 2003 أر أكس 7 وفق تسمية الكوكب الصغير) (بالإنجليزية: 2003 RX7)‏ هو كويكب ضمن حزام الكويكبات؛ وترتيبه 163818 من حيث الاكتشاف.
اكتُشف هذا الجُرم الفلكي بواسطة مرصد لويل للبحث عن الأجرام القريبة من الأرض في 6 سبتمبر 2003.

## وصلات خارجية
- (163818) 2003 RX7 في قاعدة بيانات مختبر الدفع النفاث لأجرام النظام الشمسي الصغيرة

- الاكتشاف · مخطط المدار ·  العناصر المدارية · المعلمات المادية

- (163818) 2003 RX7 على موقع ويكي سكاي: DSS2, SDSS, GALEX, IRAS, Hydrogen α, X-Ray, Astrophoto, Sky Map, Articles and images